# Prix Paul-Marmottan
Le prix Paul-Marmottan est un prix annuel remis par l'Académie des beaux-arts qui récompense un ouvrage d'histoire de l'art.

## Histoire
Institué par l'historien et collectionneur Paul Marmottan (1856–1932) dans son testament et accepté par décret présidentiel en 1934, le prix Paul-Marmottan récompense chaque année un ouvrage d'histoire de l'art récemment publié. À l'origine, le prix ne devait être décerné que tous les deux ans. En effet, Marmottan écrit dans son testament : « Je donne et lègue à l'Académie des beaux-arts pour la fondation d'un prix tous les deux ans destiné à couronner l'ouvrage le meilleur écrit sur l'art en général, mais de préférence sur l'histoire de l'art français, cent mille francs. [...] L'intérêt de ce capital devra être seul distribué et pourra être réparti entre plusieurs candidats de mérites divers. Cette donation portera à perpétuité le nom de "Prix Paul-Marmottan" ».

## Lauréats
Les archives de l'Académie des beaux-arts ne renseignent malheureusement pas les lauréats des années 1935 à 1976.
- 1969 : Philippe Huisman, L'Aquarelle française au XVIIIe siècle, Paris, La Bibliothèque des arts, 1968.
- 1970 : Jacques Helft, Le Poinçon des provinces françaises, Paris, F. de Nobele, 1968.
- 1977 : Pierre-Louis Mathieu, Gustave Moreau, sa vie, son œuvre. Catalogue raisonné de l’œuvre achevé, Fribourg, Office du livre, 1976.
- 1979 : Jurgis Baltrusaitis, Le Miroir. Essai sur une légende scientifique : révélations, science-fiction et fallacies, Paris, A. Elmayan/Le Seuil, 1978.
- 1980 : Patrick Waldberg : La Mélodie acide, Paris, Galerie Lucie Weill, 1979.
- 1983 : Michel Gallet, Yves Bottineau, dir., Les Gabriel, Paris, Picard, 1982.
- 1984 : Florence Camard, Ruhlmann, Paris, Éditions du Regard, 1983.
- 1985 : Marianne Roland-Michel, Watteau, un artiste au XVIIIe siècle, Paris, Flammarion, 1984.
- 1988 : Maurice Lengellé-Charavel, Des Muscadins. Les rendez-vous de Sainte-Croix, Paris, Tardy, 1987.
- 1989 : Jellal Abdelkafi, La Médina de Tunis, espace historique, Paris, Presses du CNRS, 1989 et Paul Bonnenfant, Les Maisons-tours de Sanaa, Paris, Presses du CNRS, 1989.
- 1990 : Yves Dentan, Yves Brayer, Paris, La Bibliothèque des arts, 1990.
- 1991 : Jean Tulard, dir., L'Histoire de Napoléon par la peinture, Paris, Belfond, 1991.
- 1992 : Maurice Arama, Le Maroc de Delacroix, Paris, Éditions du Jaguar, 1987.
- 1993 : Jean-Pierre Rama, Cloches de France et d'ailleurs, Paris, Le Temps apprivoisé, 1993 et Le Bronze d'art et ses techniques, Dourdan, H. Vial, 1988.
- 1994 : Lydia Delectorskaya, Henri Matisse. L'Apparente facilité. Peintures de 1935–1939, Paris, A. Maeght, 1993.
- 1995 : Werner Hofmann, Une époque en rupture, 1750–1830, Paris, Gallimard, 1995.
- 1996 : James Bloedé, Paolo Uccello et la représentation du mouvement, Paris, École nationale supérieure des beaux-arts, 1996.
- 1997 : Jean-Louis Biget, Michel Escourbiac, Sainte-Cécile d'Albi, Graulhet, Odyssée, 2 vol., 1995 et 1997.
- 1998 : Pierre-Louis Mathieu, Gustave Moreau. Monographie et nouveau catalogue de l’œuvre achevé, Courbevoie, ACR éditions, 1998.
- 1999 : Rahim Danto Barry, Portes d’Afrique, Paris, Norma, 1999.
- 2000 : Anne Rivière, Bruno Gaudichon, Danielle Ghanassia, Camille Claudel. Catalogue raisonné, Paris, Adam Biro, 2000.
- 2001 : Lydia Harembourg, Hermine, Corinne et Olivier Brayer, Yves Brayer. Catalogue raisonné de l’œuvre, tome 1. 1921-1960, Lausanne, Bibliothèque des arts, 1999 et Véronique Gautherin, L’œil et la main. Bourdelle et la photographie, Paris Musées/Éric Koehler, 2000.
- 2002 : Augustin de Butler, éd., Renoir. Écrits, entretiens et lettres sur l’art, Paris, Les éditions de l’Amateur, 2002 ; Pierre Pinon, Atlas du Paris haussmannien, la ville en héritage, du Second Empire à nos jours, Paris, Parigramme, 2002.
- 2003 : Frank Zöllner, Léonard de Vinci. Tout l’œuvre peint et graphique, Köln/London/Paris, Taschen, 2003.
- 2004 : Edwige Anne Demeurisse, Alfred Janniot, 1889–1969, Paris, Somogy, 2003 ; Philippe Palasi, Armorial historique et monumental de la Haute Marne (XIIIe – XIXe siècle), Chaumont, Le Pythagore, 2004.
- 2005 : Marcel Marnat, Giacomo Puccini, Paris, Fayard, 2005 et Rodolphe Rapetti, Le Symbolisme, Paris, Flammarion, 2005
- 2006 : Carina Schäfer et Pierre Masson, éd., André Gide-Maurice Denis. Correspondance, 1892–1945, Paris, Gallimard, 2006.
- 2007 : André Lischke, Histoire de la musique russe, des origines à la Révolution, Paris, Fayard, 2006 ; Eileen Gray, Jean Badovici, E-1027. Maison en bord de mer, Marseille, éditions Imbernon, 2006.
- 2008 : Philippe Lanthony, Des yeux pour peindre, Paris, Réunion des musées nationaux, 2006.
- 2009 : Carolle Thibaut-Pomerantz, Papiers peints. Inspirations et tendances, Paris, Flammarion, 2009.
- 2010 : Serge Linarès, Écrivains artistes. La tentation plastique, Paris, Citadelles & Mazenod, 2010.
- 2011 : Sidsel Ramson, Sidsel Ramson, une odyssée photographique, Paris, Cercle d’art, 2010.
- 2012 : Joëlle Moulin, Cinéma et peinture, Paris, Citadelles & Mazenod, 2011.
- 2013 : Myriam Chimènes et Alexandra Laederich, dir., Regards sur Debussy, Paris, Fayard, 2013.
- 2014 : Jean-Pierre Cuzin, François-André Vincent, 1746–1816, entre Fragonard et David, Paris, Arthena, 2013.
- 2016 : Catherine Ambroselli de Bayser (dir.), George Desvallières, l’œil, le cœur et l’esprit. Catalogue raisonné de l’œuvre complet, Paris, Somogy, 2015.
- 2017 : Thérèse Burollet, Bartholomé, 1848–1928. La redécouverte d’un grand sculpteur, Paris, Arthena, 2017.
- 2018 : Robert Fohr, Georges de La Tour, le maître des nuits, Paris, Cohen & Cohen, 2018.
- 2019 : Alain Weill, Cassandre, Vanves, Hazan, 2018[2].
- 2020 : Étienne Bréton et Pascal Zuber, Boilly. Le peintre de la société parisienne de Louis XVI à Louis-Philippe, Paris, Arthena, 2019[3],[4].
- 2021 : Marie-Pierre Salé, L’Aquarelle, Paris, Citadelles & Mazenod, 2020[5].
- 2022 : Stéphane Boudin-Lestienne, Paul Tissier, l'architecte des fêtes des Années folles, Paris, éditions Norma, 2022[6].
- 2023 : Sophie Basch, Le Japonisme, un art français, Dijon, Les presses du réel, 2023.
- 2024 : Abbé Gougenot, Voyage dans différentes contrées de France et d'Italie, 1755-1756, éd. Antoine Chatelain, Paris, Éditions des Cendres, 2023[7].